# Ohio City
Ohio City – wieś w Stanach Zjednoczonych, w stanie Ohio, w hrabstwie Van Wert.